# Сен-Жорж-сюр-Луар
Сен-Жорж-сюр-Луар (фр. Saint-Georges-sur-Loire) — коммуна на западе Франции, регион Пеи-де-ла-Луар, департамент Мен и Луара, округ Анже, кантон Шалонн-сюр-Луар. Расположена в 18 км к юго-западу от Анже, в 8 км от автомагистрали А11, на правом берегу реки Луара.
Население (2020) — 3 706 человек.

## Достопримечательности
- Здание мэрии XVII века, бывшее главное здание аббатства Святого Георгия
- Замок Серран XVI-XVIII веков, частная собственность
- Шато Ла-Бенодьер
- Шато Шевинье
- Церковь Святого Георгия 1824 года

## Экономика
Структура занятости населения:
- сельское хозяйство — 2,6 %
- промышленность — 14,1 %
- строительство — 7,6 %
- торговля, транспорт и сфера услуг — 32,6 %
- государственные и муниципальные службы — 43,1 %

Уровень безработицы (2020) — 8,1 % (Франция в целом — 12,7 %, департамент Мен и Луара— 11,0 %). 

Среднегодовой доход на 1 человека, евро (2020) — 22 930 (Франция в целом — 22 400, департамент Мен и Луара — 21 790).

## Демография
Динамика численности населения, чел.

## Администрация
Пост мэра Сен-Жорж-сюр-Луара с 2020 года занимает Филипп Майяр (Philippe Maillart). На муниципальных выборах 2020 года возглавляемый им независимый список был единственным.
| Период | Период | Фамилия       | Партия                  | Примечания                                                        |
| ------ | ------ | ------------- | ----------------------- | ----------------------------------------------------------------- |
| 1967   | 1989   | Бернар Гиттон | Разные правые           | руководитель администрации, член Генерального совета департамента |
| 1989   | 2001   | Дени Мерсье   |                         |                                                                   |
| 2001   | 2020   | Даниэль Фроже | Социалистическая партия | работник социальной службы MSA                                    |
| 2020   |        | Филипп Майяр  |                         |                                                                   |

## Галерея

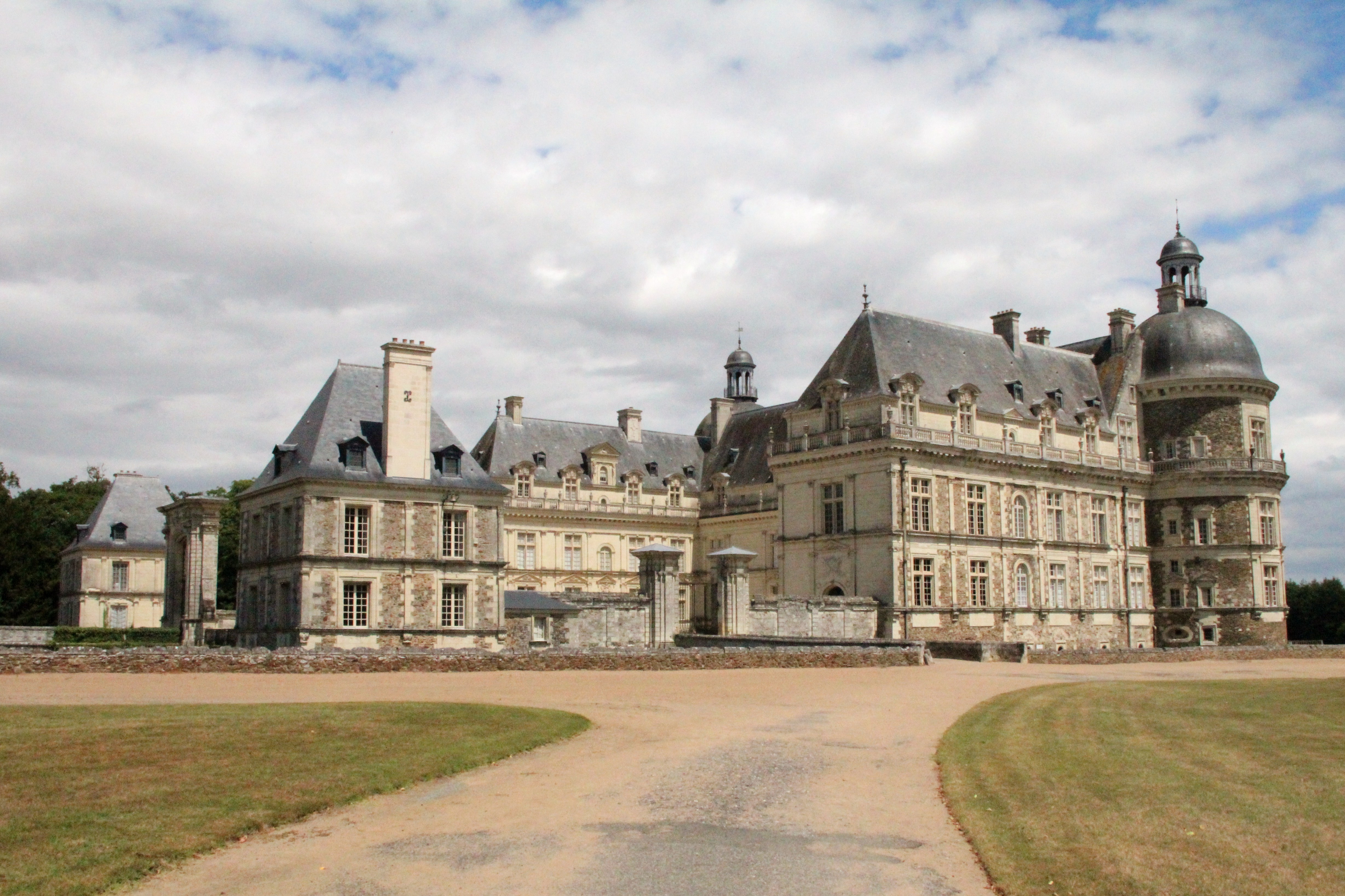
Шато Серран
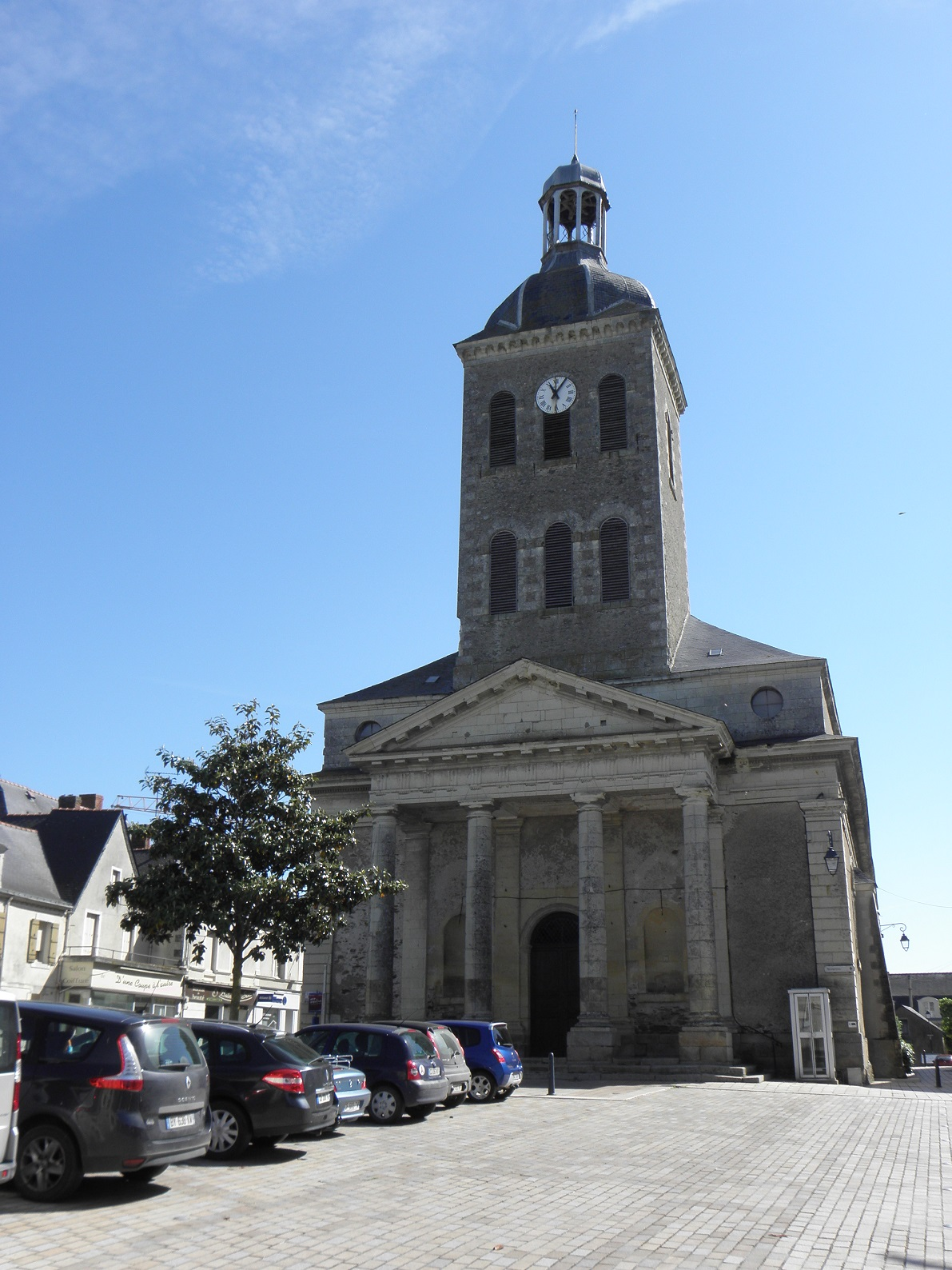
Церковь Святого Георгия
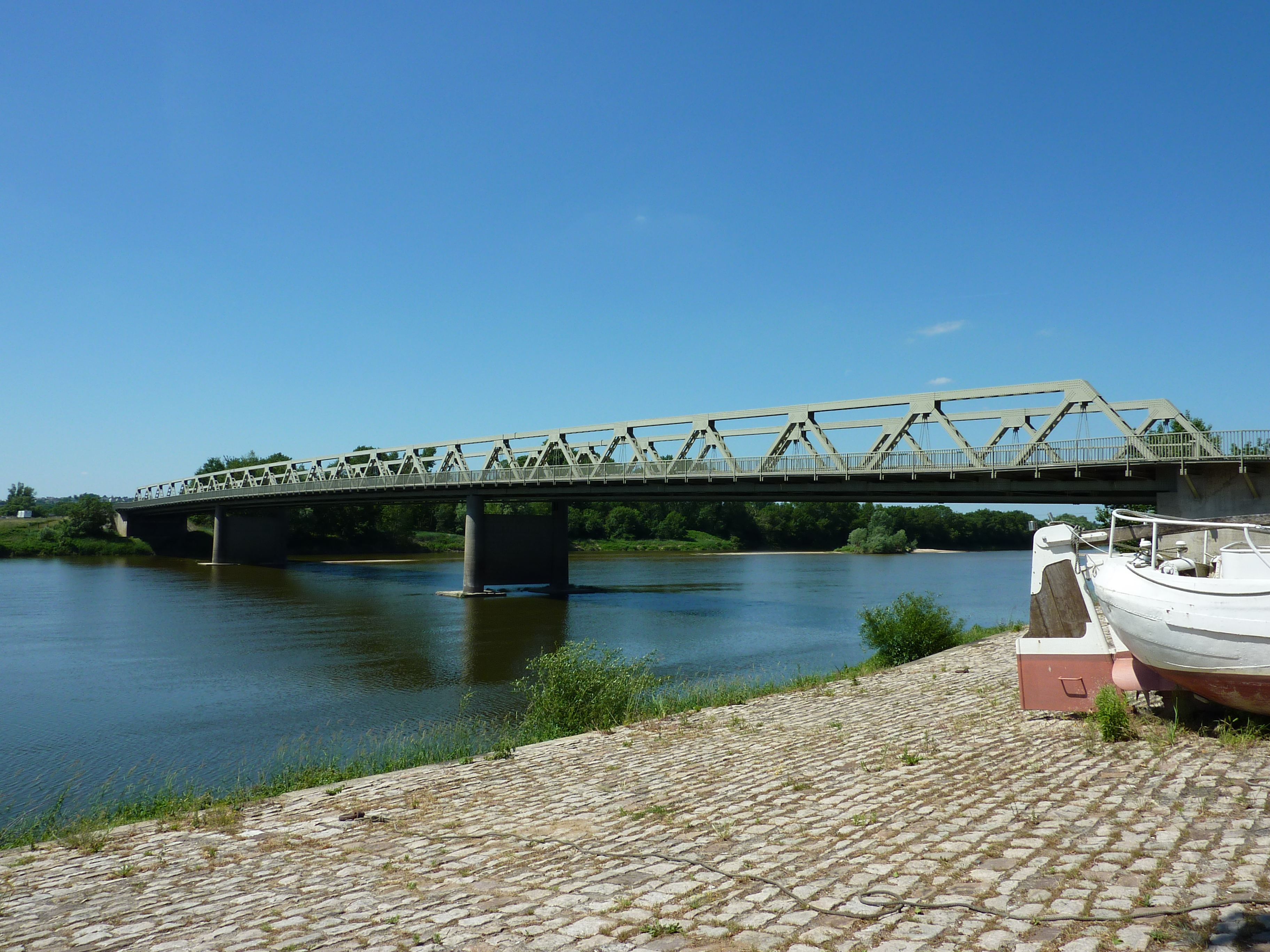
Мост Гра-Бра через Луару